# Galloperdrix de Ceylan
Galloperdix bicalcarata
Espèce
Statut de conservation UICN

 LC  : Préoccupation mineure
La Galloperdrix de Ceylan (Galloperdix bicalcarata) est une espèce d'oiseaux de la famille des Phasianidae.

## Distribution
La galloperdrix de Ceylan est endémique du Sri Lanka. Elle occupe surtout la partie sud de l’île.

## Habitat
Cette galloperdrix fréquente les forêts primaires denses et humides, entre 700 et 1 100 m. D’après Jones et Weerakoon (1998), on ne la rencontre pas dans les cultures de thé et les  habitats secondaires situés en bordure de forêt primaire ou aux alentours des villages.

## Alimentation
Elle se nourrit de baies, de graines et d’insectes qu’elle recherche en fouillant la litière végétale

## Mœurs
Cette galloperdrix est timide, plus facile à entendre, grâce à un cri caractéristique, qu’à observer. Elle vit en couple ou en famille. Effrayée, elle préfère détaler en courant, parfois très rapidement. Elle ne s’envole qu’en dernière extrémité et sur une courte distance, pour se reposer rapidement dans un épais couvert (Hennache & Ottaviani 2011).

## Voix
Durant la saison de reproduction le mâle chante tôt le matin, émettant une série saccadée de trois notes sifflées, la première et la dernière note émises sur la même tonalité (Ali & Ripley 1978, Madge & McGowan 2002).

## Nidification
La nidification est mal connue. Cette espèce est très territoriale et réputée monogame. La saison de reproduction est liée à la mousson et se situe généralement de novembre à mars, avec un pic de ponte en février-mars, mais des nids ont aussi été trouvés de juillet à septembre et même en octobre. Le nid consiste en une simple dépression aménagée dans le sol sous un couvert (Hennache & Ottaviani 2011).

## Statut, conservation
Cette espèce n’est pas considérée comme menacée par BirdLife International en dépit de sa distribution limitée. D’après Jones et Weerakoon (1998), elle n’est pas recherchée comme gibier ou pour le commerce d’oiseaux. Son habitat particulier la met provisoirement à l’abri des menaces qui pèsent habituellement sur tant d’autres d’espèces d’oiseaux mais l’augmentation démographique au Sri Lanka pourrait entrainer une destruction de la forêt primaire pour mise en culture ; toutefois le gouvernement sri-lankais a interdit l’exploitation des forêts primaires humides depuis 1992.